# 총잡이 (영화)
"총잡이"는 1995년에 개봉한 대한민국의 영화이다.

## 캐스팅
- 박중훈 : 대서 역
- 이화란 : 희영 역
- 김보성 : 상수 역
- 최종원 : 김눈석 역
- 손보영 : 성현숙 역
- 엄춘배 : 대서의 실장 역
- 안석환 : 희영의 실장 역
- 이숙 : 영숙 역
- 이현실 : 강 이사 역
- 손호균 : 총알택시운전수 역
- 김진우 : 트럭 운전수 역
- 조선묵 : 옥상웨이터 역
- 원창연 : 순경 역
- 안진수 : 경찰서장 역
- 이순용 : 농협책임자 역
- 윤갑수 : 농협지점장 역
- 김인석 : 지휘관 역
- 조준형 : 저격수 역
- 윤용준 : 기자 역
- 배도익 : 형사 1 역
- 최돈규 : 형사 2 역
- 이철구 : 강간범 1 역
- 정민수 : 강간범 2 역
- 임주현 : 강간범 3 역
- 김인식 : 건달 1 역
- 성형진 : 건달 2 역
- 김형종 : 건달 3 역
- 김철수 : 순경 역
- 김호진 : 취조남 역
- 양치승 : 옥상해결사 1 역
- 구해룡 : 옥상해결사 2 역
- 이정윤 : 지연 역